# Йозеф Сук (скрипаль)
Йозеф Сук-молодший (чеськ. Josef Suk mladší, 8 серпня 1929, Прага — 7 липня 2011, Прага) — чеський скрипаль і альтист, представник великої чеської музичної династії. Син інженера Йозефа Сука, власника цукрового заводу та скрипаля-аматора, та Марії Сукової, (уроджена Влкова), Йозеф Сук-молодший був онуком композитора і скрипаля Йозефа Сука (1874—1935) і правнуком композитора Антоніна Дворжака (1841—1904).
Сук багато концертував як соліст, неодноразово гастролював у США та багатьох країнах Європи. Він також записав практично всі найважливіші скрипкові твори для національної чеської фірми звукозапису Supraphon. Найкращим вважається його виконання скрипкових сонат Леоша Яначека і скрипкового концерту Альбана Берга.

## Біографія
Грати на скрипці Йозеф Сук почав у віці шести років під керівництвом свого батька. З наступного року він мав можливість навчатися з перервами до 1950 року в Ярослава Коцяна (1883—1950) у Празькій консерваторії. Як вундеркінд, він вперше виступив публічно в Празі в 1940 році. Музичну освіту завершив у Празькій академії музики в 1951—1953 роках у Марії Хлуньової та Олександра Плоцека.

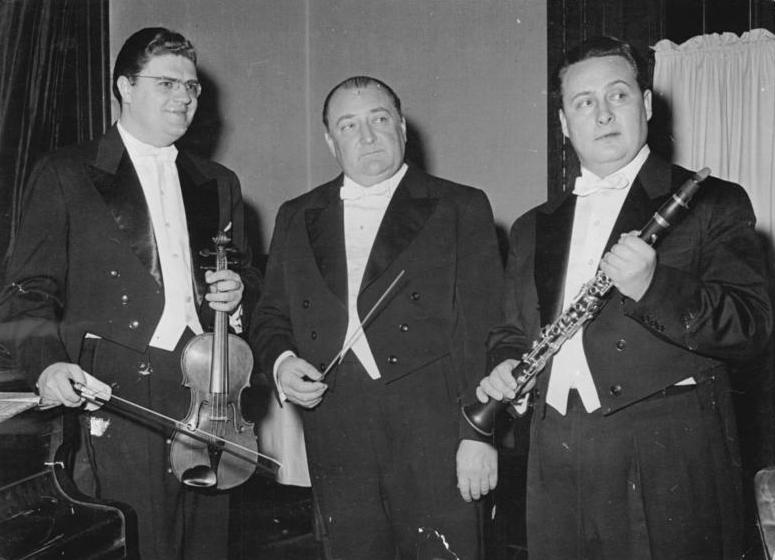

Батьки Йозефа Сука померли дуже молодими. Мама в тридцять три роки, батько в п'ятдесят, в 1951 році, коли син закінчив консерваторію.
Перш ніж починати кар'єру соліста, Йозеф Сук брав участь у різних камерних ансамблях. Найбільш відомий як засновник і незмінний учасник фортепіанного тріо імені Сука (названого на честь його діда), з яким виступав у 1951—1990 роках. Тріо багато виступало як вдома так і за кордоном, а також записало багато композицій, у тому числі всю колекцію сонат Бетховена та сонату для альта Шостаковича.
У 1950 — 52 роках він був другою скрипкою [Архівовано 21 квітня 2021 у Wayback Machine.] Чеського квартету. У 1951 році Сук розпочав також співпрацю з двома міжнародними музикантами: американським піаністом Джуліусом Катченом (1926—1969) та угорським віолончелістом Яношем Старкером (1924—2013). У 1959 році він виграв свою першу премію — Гран-прі Академії Шарля Кро в Парижі разом з піаністом Яном Паненком.

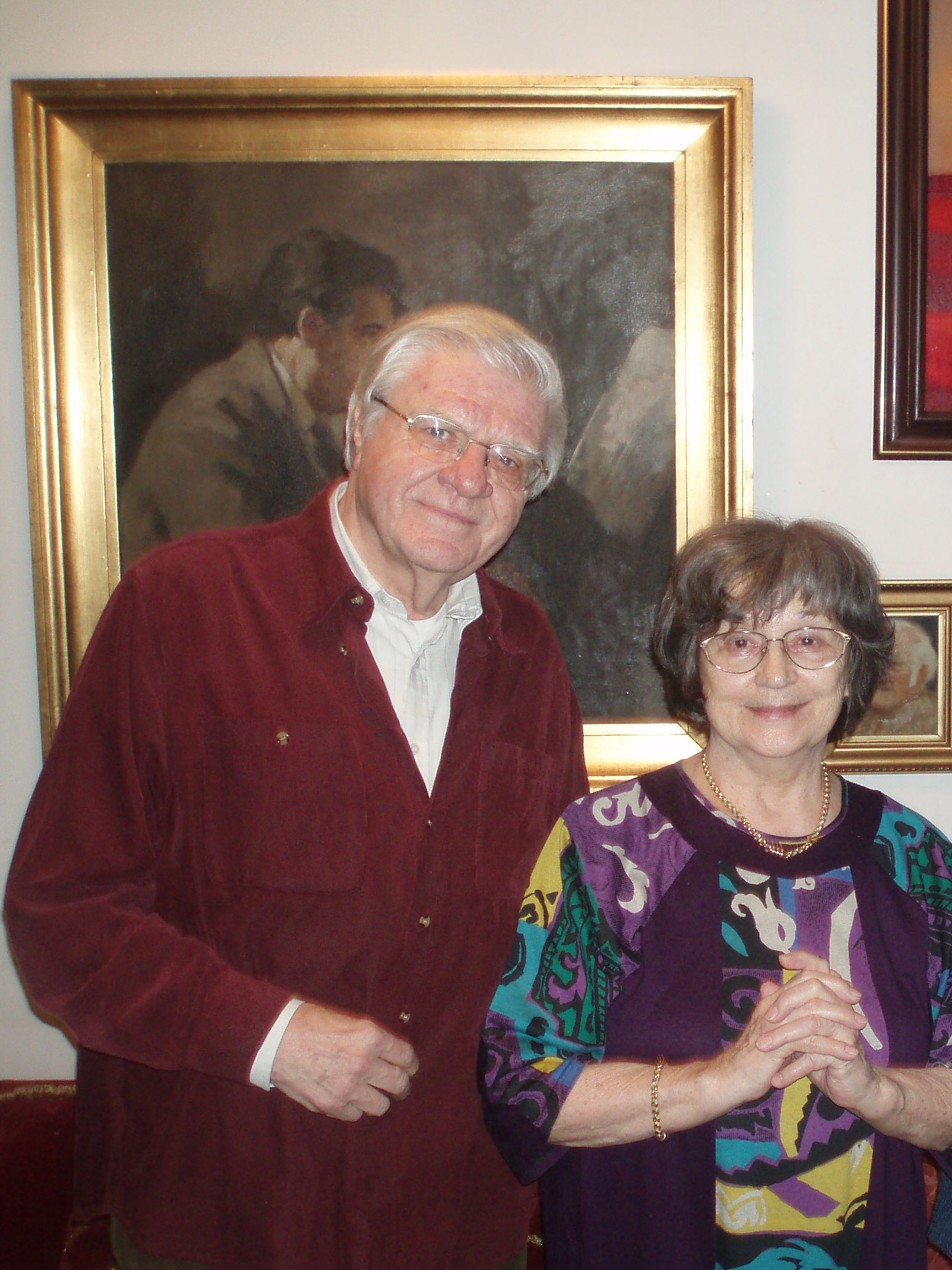
Йозеф Сук з дружиною

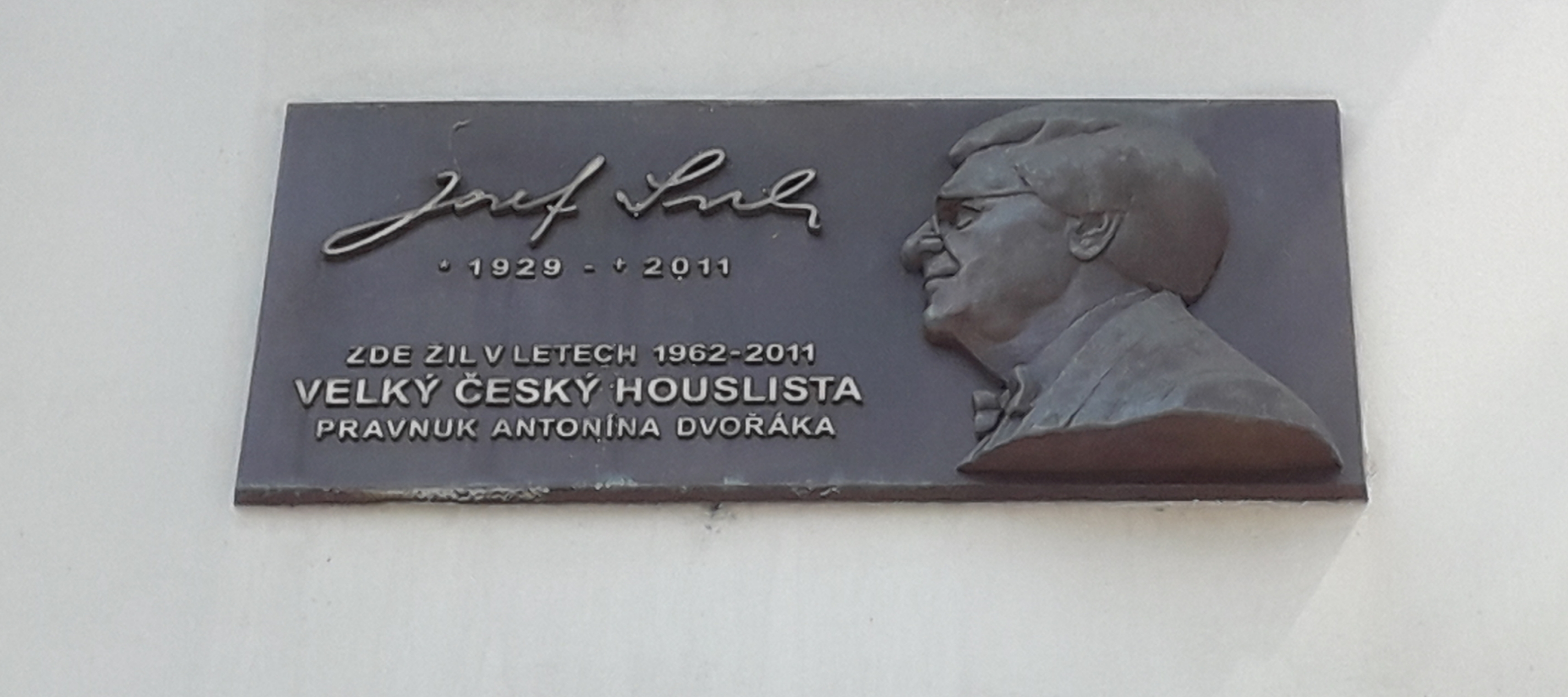
Меморіальна дошка
на палаці Харітас в Празі

Якщо не брати до уваги окремі виступи в Парижі та Брюсселі в 1948 році, Йозеф Сук розпочав свою зрілу гастрольну кар'єру в 1959 році. Дебютував у Великій Британії та Америці в 1964 році. Багато концертував як соліст і був найпродуктивнішим і найвідомішим чеським виконавцем свого покоління. Кілька разів був удостоєний премії Grand Prix du Disque — зокрема, в 1960 році за записи скрипкових сонат Леоша Яначека та Клода Дебюссі. В 1968 році за скрипковий концерт Альбана Берга та в 1978 році за скрипкові концерти Богуслава Мартіну. Був нагороджений також золотими та платиновими дисками, а також призами Wiener Flötenuhr та Edison.
З 1973 р виступав також як альтист, записав альтову партію в Концертній симфонії Моцарта разом з Айоною Браун і Академією святого Мартина в полях.
У 1974 р заснував Камерний оркестр імені Сука (також названий на честь діда-композитора).

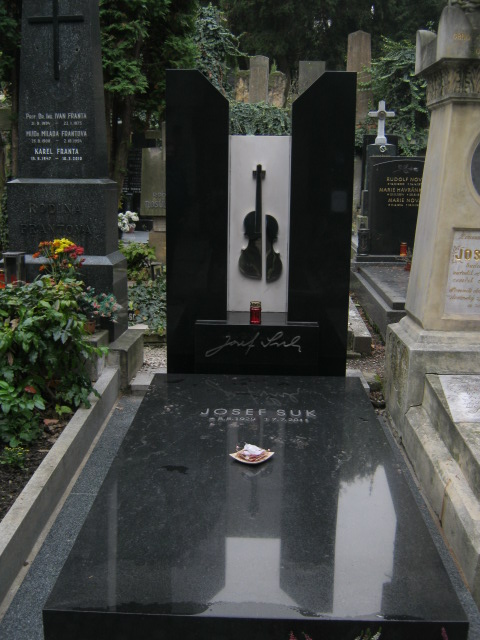
Могила Йозефа Сука

Йому було присвоєно звання Заслужений артист, а в 1977 році — Народний артист.
Йозеф Сук був почесним президентом Міжнародного музичного фестивалю «Празька весна».
У 1993 році Йозеф Сук у студії в Рудольфінумі разом з чеським естрадним співаком Карлом Готтом записав альбом «Things Close to My Heart», що за словами Готта «На той час було майже революційно».
7 липня 2011 року віртуоз скрипаль Йозеф Сук після важкої хвороби помер у віці 81 рік і був похований у родинному гробівці на Вишеградському цвинтарі в Празі.

## Вибрана дискографія (скрипка)
- Йоганн Себастьян Бах: Концерти для скрипки — Supraphon
- Йоганн Себастьян Бах: Сонати для клавесину та скрипки — Lotos
- Людвіг ван Бетховен: Концерт для скрипки ре мажор; Антонін Леопольд Дворжак: Концерт для скрипки ля-мінор — BBC Radio Classic
- Бела Барток: Концерти для скрипки No 1 і 2 — Praga
- Альбан Берг: Концерт для скрипки  — Supraphon
- Бела Барток: Концерт для скрипки No 1 — Supraphon
- Йоганнес Брамс: Концерт, op. 77; Концерт, op. 102 — Praga
- Йоганнес Брамс: Концерт, op. 77; Концерт, op. 102 — Praga
- Йоганнес Брамс: Тріо для фортепіано та скрипки з Джуліусом Катченом[en] (фортепіано) та Яношем Штаркером[hu] (віолончель) — Decca Records
- Йоганнес Брамс: Симфонія No 2 ре мажор, op. 73; Концерт ля-мінор, op. 102  — Supraphon
- Йоганнес Брамс: Симфонія No 2 / Подвійний концерт — [Supraphon]]
- Йоганнес Брамс: Скрипкові сонати, з Джуліусом Катченом — Decca Records (466 393–2)
- Ернест Шоссон: Концерт для скрипки, фортепіано та струнного квартету; Габріель Форе: Соната No 2 для скрипки та фортепіано  — Supraphon
- Антонін Леопольд Дворжак: Концерт для скрипки ля-мінор  — Supraphon
- Антонін Леопольд Дворжак: Фортепіанні квартети No 1 і 2  — Supraphon
- Антонін Леопольд Дворжак: Квартет оп. 51 / Секстет Оп. 48 — Lotos
- Антонін Леопольд Дворжак: Квінтет мі-бемоль; Квінтет No 1 — Denon Records
- Антонін Леопольд Дворжак: «Пісні, яких мене навчив мій прадід» — Toccata Classics (2009)
- Антонін Леопольд Дворжак: Тріо No 1; Тріо No 2 — Denon Records
- Антонін Леопольд Дворжак: Концерт для скрипки; Романс; Йозеф Сук: Фантазія  — Supraphon
- Антонін Леопольд Дворжак: Твори для скрипки та фортепіано  — Supraphon
- Леош Яначек: Твори для скрипки, віолончелі та фортепіано — Carlton Classics
- Леош Яначек: Симфонієта, соч. 60; «Тарас Бульба», рапсодія  — Supraphon
- Золтан Кодай: Камерна музика — Praga
- Богуслав Мартіну: Соната для скрипки No 3; Мадригал H.297  — Supraphon
- Фелікс Мендельсон: Концерт для скрипки мі мінор; Макс Брух: Концерт для скрипки соль мінор  — Supraphon
- Вольфганг Амадей Моцарт: Квінтети — Denon Records  Records
- Вольфганг Амадей Моцарт: Концертна симфонія в мі-бемоль — Panton Records
- Моріс Жозеф Равель: Сонати для скрипки та фортепіано; Соната для скрипки та віолончелі; Циганка — Praga
- Франц Петер Шуберт: Струнний квартет No 1, D.87 / Струнний квінтет До-мажор, ор. 163, D.956  — Praga
- Йозеф Сук: Фортепіанні квінтети, Op. 1 і 8 — Lotos
- Йозеф Сук: Фортепіанне тріо; Фортепіанний квартет; Фортепіанний квінтет — Supraphon
- Карел Анчерл Золоте видання [Архівовано 11 червня 2021 у Wayback Machine.] No 8. CD Supraphon: Praha 2002. SU 3668-2